# アルジャーノン・ブラックウッド
アルジャーノン・ブラックウッド（Algernon Blackwood、1869年3月14日 - 1951年12月10日 ）は、イギリスのホラー小説作家、ファンタジー作家。アルジャナン、アルジャーナン、アルジャノンなどの表記もある。フルネームはアルジャーノン・ヘンリー・ブラックウッド（Algernon Henry Blackwood)。
モンタギュウ・ロウズ・ジェイムズ、アーサー・マッケンとともに近代イギリス怪奇小説の三巨匠と称される。

## 生涯
1869年、イングランド南東部のケント州クレイフォド生まれ。エディンバラ大学で農業を学ぶが、中退。
20歳で単身カナダへ移住。牧場やホテルの経営を手がけるもそれぞれ半年で失敗。
以降、金の採掘、石鹸の製造、俳優（画家ギブソンの絵のモデルも務めたことがある）、富豪の秘書、ニューヨーク・タイムズの記者等、職業を転々とした後、30歳でイギリスに帰国する。
1906年、短編集『空家』（The Empty House）で小説家デビュー。
1948年、テレビジョン協会賞受賞。
1949年、文学上の功績によりC.B.E.（Commander of the British Empire）の叙勲を受ける。
1951年、82歳で死去。
魔術結社「黄金の夜明け団」に所属する魔術師でもあり、生涯独身であった。

## 著作リスト

### 短編集
- The Empty House and Other Ghost Stories 1906年

1. The Empty House
2. The Haunted Island
3. A Case of Eavesdropping
4. Keeping His Promise
5. With Intent to Kill
6. The Wood of the Dead
7. Smith: An Episode in a Lodging-house
8. A Suspicious Gift
9. The Strange Adventures of a Private Secretary in New York
10. Skeleton Lake: An Episode in Camp

- The Listener and Other Stories 1907年

1. The Listener
2. Max Hensig - Bacteriologist and Murderer
3. The Willows
4. The Insanity of Jones
5. The Dance of Death
6. The Old Man of Visions
7. May Day Eve
8. Miss Slumbubble - and Claustrophobia
9. The Woman's Ghost Story

- John Silence - Physician Extraordinary 1908年
- The Lost Valley and Other Stories 1910年
- Pan's Garden: A Volume of Nature Stories 1912年
- Ten Minutes Stories 1914年
- Incredible Adventures 1914年
- Day and Night Stories 1917年
- The Wolves of God and Other Fey Stories 1921年
- Tongues of Fire 1924年
- Full Circle 1929年（表題の短編のみ収録）
- Shocks 1935年
- The Doll, and One Other 1946年
- A Mysterious House 1987年（表題の短編のみ収録）
- The Magic Mirror: Lost Supernatural and Mystery Stories 1989年（Mike Ashley編）
  - The Early Years

1. A Mysterious House
2. The Kit-bag
3. The Laying of a Red-haired Ghost
4. The Message of the Clock
5. The Singular Death of Morton
6. La Mauvaise Riche
7. The Soldier's Visitor
8. The Memory of Beauty
9. Onanonanon

- - The Novels

1. The First Flight (from Jimbo)
2. The Vision of the Winds (from The Education of Uncle Paul)
3. The Call of the Urwelt (from The Centauer)
4. The Summoning (from Julius LeVallon)

- - Radio Talks

1. The Blackmailers
2. The Wig
3. King's Evidence
4. Lock Your Door
5. Five Strange Stories

- - Later Stories

1. At a Mayfair Luncheon
2. The Man-eater
3. By Proxy
4. The Voice
5. The Magic Mirror
6. Roman Remains
7. Wishful Thinking

### 長編
- Jimbo: a Fantasy 1909年
- The Education of Uncle Paul 1909年
- The Human Chord 1910年
- The Centauer 1911年
- A Prisoner in Fairyland 1913年
- The Extra Day 1915年
- Julius LeVallon: an Episode 1916年
- The Wave: an Egyptian Aftermath 1916年
- The Promise of Air 1918年
- The Garden of Survival 1918年
- The Bright Messenger 1921年
- Dudley & Gilderoy: a Nonsense 1929年
- The Fruit Stoners: Being the Adventures of Maria among the Fruit Stoners 1934年

### 翻訳リスト

#### 短編集
- 『幽霊島』 A Haunted Island 1958年（東京創元社世界恐怖小説全集）
  - 「幽霊島」 A Haunted Island
  - 「人形」 The Doll
  - 「部屋の主」 Occupant of the Room
  - 「猫町」 Ancient Sorceries
  - 「片袖」 Empty Sleeve
  - 「約束」 Keeping His Promise
  - 「迷いの谷」 The Lost Valley
- 『ブラックウッド傑作集』 1972年（創土社ブックス・メタモルファス）
  - 「いにしえの魔術」 Ancient Sorceries
  - 「黄金の蝿」 The Golden Fly
  - 「ウェンディゴ」 The Wendigo
  - 「移植」 The Transfer
  - 「邪悪なる祈り」 Secret Worship
  - 「牧神の祝福」 A Touch of Pan
  - 「囮」 The Decoy
  - 「雪女」 The Glamour of the Snow
  - 「屋根裏」 The Attic
  - 「ホーラスの翼」 The Wings of Horus
  - 「炎の舌」 Tongues of Fire
  - 「犬のキャンプ」 The Camp of the Dog
- 『妖怪博士ジョン・サイレンス』 John Silence: Physician Extraordinary 1976年（国書刊行会ドラキュラ叢書）
  - 「いにしえの魔術」 Ancient Sorceries
  - 「霊魂の侵略者」 A Psyychical Invasion
  - 「炎魔」 The Nemesis of Fire
  - 「邪悪な祈り」 Secret Worship
  - 「犬のキャンプ」 The Camp of the Dog
  - 「四次元空間の囚」 A Victim of Higher Space
- 『ブラックウッド傑作選』 The Camp of the Dog and Other Stories 1978年（創元推理文庫）
  - 「いにしえの魔術」 Ancient Sorceries
  - 「黄金の蝿」 The Golden Fly
  - 「ウェンディゴ」 The Wendigo
  - 「移植」 The Transfer
  - 「邪悪なる祈り」 Secret Worship
  - 「囮」 The Decoy
  - 「屋根裏」 The Attic
  - 「炎の舌」 Tongues of Fire
  - 「犬のキャンプ」 The Camp of the Dog
- 『ブラックウッド怪談集』 1978年（講談社文庫）
  - 「アーサー・ヴェジンの奇怪な経験」 Ancient Sorceries
  - 「打ち明け話」 Confession
  - 「客室の先客」 The Occupant of the Room
  - 「約束した再会」 The Tryst
  - 「もとミリガンといった男」 The Man Who Was Milligan
  - 「ドナウ河のヤナギ原」 The Willows
  - 「まぼろしの我が子」 The Little Beggar
  - 「死人の森」 The Wood of the Dead
  - 「水で死んだ男」 By Water
- 『悪霊をよぶ島』 A Haunted Island 1986年（ポプラ社文庫怪奇・推理シリーズ）
  - 「悪霊をよぶ島」 A Haunted Island
  - 「廃墟の呪い」 The Empty House
  - 「＜ねむりの精＞の家」 Dream Trespass
  - 「絵にひきこまれた男」 The Paper Man

- 『死を告げる白馬』 The Tradition and Other Stories 1986年（朝日ソノラマ文庫海外シリーズ）
  - 「死を告げる白馬」 The Tradition
  - 「宿敵」 First Hate
  - 「幻の下宿人」 The Listener
  - 「双生児の恐怖」 The Terror of the Twins
  - 「幻影の人」 The Old Man of Visions
  - 「幽霊の館」 The Woman's Ghost Story
  - 「樅の木陰に」 Entrance and Exit
  - 「告別に来た友」 The Return
  - 「牧神のたわむれ」 The Touch of Pan
  - 「悲運の末路」 The Destruction of Smith
  - 「千里眼」 Clairvoyance
  - 「毒殺魔マックス・ヘンシッグ」 Max Hensig
- 『妖怪博士ジョン・サイレンス』 John Silence: Physician Extraordinary 1994年（角川ホラー文庫）
  - 「いにしえの魔術」 Ancient Sorceries
  - 「霊魂の侵略者」 A Psyychical Invasion
  - 「炎魔」 The Nemesis of Fire
  - 「邪悪な祈り」 Secret Worship
  - 「犬のキャンプ」 The Camp of the Dog
  - 「四次元空間の囚」 A Victim of Higher Space
- 『秘書綺譚―ブラックウッド幻想怪奇傑作集』 The Strange Adventures of a Private Secretary in New York 2012年（光文社古典新訳文庫）
  - 「空家」 The Empty House
  - 「壁に耳あり」 A Case of Eavesdropping
  - 「スミス―下宿屋の出来事」 Smith: An Episode in a Lodging House
  - 「約束」 Keeping His Promise
  - 「秘書綺譚」 Strange Adventure of a Private Secretary
  - 「窃盗の意図をもって」 With Intent to Steal
  - 「炎の舌」 Tongues of Fire
  - 「小鬼のコレクション」 The Goblin's Collection
  - 「野火」 The Heath Fire
  - 「スミスの滅亡」 The Destruction of Smith
  - 「転移」 Transition
- 『ウェンディゴ』 The Wendigo 2016年（ナイトランド叢書）
  - 「ウェンディゴ」 The Wendigo
  - 「砂」 Sand
  - 「アーニィ卿の再生」 The Regeneration of Lord Ernie
- 『木の葉を奏でる男』 2017年（BOOKS桜鈴堂）
  - 「柳」 The Willows
  - 「転生の池」 The Tarn of Sacrifice
  - 「雪のきらめき」 The Glamour of the Snow
  - 「微睡みの街」 Ancient Sorceries（「いにしえの魔術」の新訳）
  - 「砂漠にて」 A Desert Episode
  - 「死人の森」 The Wood of the Dead
  - 「オリーブの実」 The Olive
  - 「ウェンディゴ」 The Wendigo
  - 「木の葉を奏でる男」 The Man Who Played upon the Leaf
- 『いにしえの魔術』 2018年（ナイトランド叢書）
  - 「いにしえの魔術」 Ancient Sorceries
  - 「秘法伝授」 Initiation
  - 「神の狼」 The Wolves of God
  - 「獣の谷」 The Valley of the Beasts
  - 「エジプトの奥底へ」 A Descent into Egypt

#### アンソロジーに収録された短編
- 「古い魔術」 Ancient Sorceries 1955年（小山書店『世界大衆小説全集 第1期 第7巻』収録）
- 「憑かれた島」 A Haunted Island 1955年（小山書店『世界大衆小説全集 第1期 第7巻』収録）
- 「犬のキャンプ」 The Camp of the Dog 1955年（小山書店『世界大衆小説全集 第1期 第7巻』収録）

- 「柳」 The Willows 1956年（早川書房世界探偵小説全集『幻想と怪奇―英米怪談集 第1巻』収録）
- 「秘書奇譚」 Strange Adventure of a Private Secretary 1957年（東京創元社『世界大ロマン全集 第24巻―怪奇小説傑作集I』収録）

- 「秘密礼拝式」 Secret Worship 1961年（光文社『別冊宝石 No.108』収録）

- 「邪悪なる祈り」 Secret Worship 1969年（新人物往来社『怪奇幻想の文学 第2巻―暗黒の祭祀』収録）

- 「意外つづき」 A Continuous Performance 1970年（立風書房『新青年傑作選 第4巻―翻訳編』収録）
- 「のろわれた人形」 The Doll 1970年（講談社『世界の名作怪奇館 第1巻―ハルツ山の人おおかみ・英米編I』収録）

- 「ランニング・ウルフ」 Running Wolf 1971年（月刊ペン社『アンソロジー・恐怖と幻想 第3巻』収録）
- 「焔の丘」 The Nemesis of Fire 1973年（三崎書房『幻想と怪奇 Roman fantastique No.1―魔女特集』収録）
- 「別棟」 The Other Wing 1974年（歳月社『幻想と怪奇 Roman fantastique No.11―特集・幽霊屋敷』収録）
- 「呪われた島」 A Haunted Island 1975年（出帆社『恐怖の1ダース』収録）

- 「野獣の谷」 The Valley of the Beasts 1975年（角川文庫『怪奇と幻想 第2巻―超自然と怪物』収録）
- 「古い衣」 Old Clothes 1978年（新人物往来社『怪奇幻想の文学 第7巻―幻影の領域』収録）
- 「木に愛された男」 The Man Whom the Trees Loved 1979年（新人物往来社『怪奇幻想の文学 第4巻―恐怖の探究』収録）
- 「呪われた島」 A Haunted Island 1980年（講談社文庫『恐怖の1ダース』収録）
- 「古代の魔法」 Ancient Sorceries 1980年（徳間書店『猫に関する恐怖小説』収録）
- 「呪いの魔法人形」 The Doll 1984年（金の星社『世界こわい話ふしぎな話傑作集 第3巻―呪いの魔法人形・イギリス編』収録）
- 「友は約束を守った」 Keeping His Promise 1984年（金の星社『世界こわい話ふしぎな話傑作集 第3巻―呪いの魔法人形・イギリス編』収録）
- 「古代の魔法」 Ancient Sorceries 1985年（朝日ソノラマ文庫海外シリーズ『真夜中の黒ミサ―恐怖の一世紀 第1巻』収録）
- 「中国魔術」 Chinese Magic 1986年（幻想文学会出版局『小説幻妖 壱―新春・妖女コレクション』収録）
- 「嫌悪の幻影」 Chemical 1986年（朝日ソノラマ文庫海外シリーズ『恐怖の分身―ゴースト・ストーリー傑作選』収録）
- 「ふしぎな友だち」 The Parrot and the-Cat! 1986年（講談社文庫『銀色の時―イギリスファンタジー童話傑作選』収録）
- 「空き家」 The Empty House 1990年（河出文庫『イギリス怪談集』収録）
- 「僥倖」 A Special Delivery 1990年（河出文庫『イギリス怪談集』収録）
- 「中国魔術」 Chinese Magic 1992年（創元推理文庫『怪談の悦び』収録）
- 「岸の彼方へ」 Transition 1992年（ちくま文庫『クリスマス・ファンタジー』収録）
- 「二人で一人」 Two in One 1994年（白水Uブックス『ダブル/ダブル』収録）
- 「メディシン湖の狼」 Running Wolf 1998年（社会思想社現代教養文庫『イギリス怪奇幻想集』収録）
- 「ランニング・ウルフ」 Running Wolf 1998年（岩崎書店『恐怖と怪奇名作集 第9巻―死のなかばに』収録）
- 「囁く者」 Whispers 2004年（創元推理文庫『怪奇礼讃』収録）
- 「窃盗の意図をもって」 With Intent to Steal 2005年（ちくま文庫『イギリス恐怖小説傑作選』収録）
- 「空家」 The Empty House 2006年（河出書房新社『憑かれた鏡―エドワード・ゴーリーが愛する12の怪談』収録）
- 「地獄」 The Damned 2008年（メディアファクトリー幽ブックス『地獄―英国怪談中篇傑作集』収録）

- 「死人の森」 The Wood of the Dead 2013年（BOOKS桜鈴堂『夜のささやき、闇のざわめき』収録）

#### 長編
- 『ケンタウルス』 The Centaur 1976年（月刊ペン社妖精文庫）
- 『ジンボー』 Jimbo, A Fantasy 1979年（月刊ペン社妖精文庫）
- 『妖精郷の囚われ人』 A Prisoner in Fairyland -The Book That Uncle Paul Wrote 1983年（月刊ペン社妖精文庫）
- 『王様オウムと野良ネコの大冒険』 Dudley & Gilderoy 1986年（ハヤカワ文庫FT）
- 『人間和声』 The Human Chord 2013年（光文社古典新訳文庫)
- 『柳』 The Willows 2016年（BOOKS桜鈴堂）